# Ревсон, Чарльз
Чарльз Хаскелл Ревсон (англ. Charles Revson; 11 октября 1906 — 24 августа 1975) — американский предприниматель и создатель крупнейшей косметической компании Revlon.

## Ранние годы
Родился в Сомервилле, штат Массачусетс, США. Детство и юные годы Чарльз провел в Манчестере, штат Нью-Хэмпшир. Отец Чарльза, Самуэл Моррис Ревсон, родился в Литве. Мать Чарльза —  Жанетт Вайс Ревсон — уроженка Австро-Венгерской империи. Её родители также эмигрировали в Бостон.  Мать Чарльза умерла будучи молодой женщиной в 20-е годы XX века от пневмонии. Родители Жанетт оказали серьёзное влияние на других её детей. Именно они привили детям Жанетт вкус к стилю и моде. Они были не чужды честолюбию. Многие из их потомков имели склонность к литературе. Все остальные родственники со стороны Жанетт повлияли на воспитание и развитие Чарльза.
Самуэл Ревсон работал продавцом фирменных сигарет в Манчестере. Родители Чарльза уже в Манчестере были ещё и фабричными рабочими. Отец Чарльза жил отдельно от семьи, чтобы заработать денег. Жизнь Ревсонов была сплошным переездом и эмиграцией из-за их непостоянной работы и еврейского происхождения.

### Основание компании Revlon
Когда Elka, компания косметики на которую работал Чарльз Ревсон, перестала продвигать положение национального дистрибьютера, Ревсон решил основать свой бизнес. В 1932 году компания специализировалась только на лаке для ногтей, предлагая все больше цветов. Лак продавался через магазины и крупные универмаги. Косметика Revlon только начинала продавать губные помады. Все это пахло большим успехом. Тогда Чарльз стал президентом фирмы с 1932 до 1962 года, а затем и председателем компании до его смерти в 1975 году.

## Скандал с викториной
В середине 1950-х годов компания спонсировала викторину Вопрос за 64 000$ (англ. The $64,000 Question), что способствовало повышению продаж за счет телевизионного влияния. Ревсон и его брат Мартин, второе лицо в компании, предположительно потребовали, чтобы производители управляли вопросами, для поддержания высоких рейтингов программы. Это повлекло то, что стало известно как Скандал с викториной, а для таких шоу как «Вопрос за 64 000$», «The Challenge» и «Twenty one» дублирование продуссеров и спонсоров используя сомнительные методы для обеспечения большой аудитории. После этого появился дубляж пргораммы Вопрос за 64 000 $- Проблема за 64 000 $.
Стив Карлин, исполнительный продюсер Entertainment Productions, Inc., которая запустила Вопрос за 64 000$ и Проблему за 64 000$, стал уполномоченным о свидетельствовании перед Конгрессом об оснащении телевизионных шоу викторины. Он сказал, что Ревлон потребовал, чтобы шоу были подстроены, для гарантии высоких рейтингов. «Есть традиция в телевидении… попытки понравиться клиенту», — говорил Карлин, — «Мы были готовы понравиться клиенту.» Хотя говорили, что ни Чарльз, ни Мартин Ревсон никогда не были предметами официального запроса. К тому времени, когда скандал с викториной был закончен, Revlon значительно увеличил свою долю на рынке и занял место монстра на международной арене в своей нише.

## Индивидуальность Чарльза Ревсона
Чарльз Хаскин Ревсон был твердо-управляемым перфекционистом, властная индивидуальность которого принудила большинство его деловых партнеров прервать свои связи с ним к 1965 году. Косметика Revlon была успешна, и, когда Ревсон умер, он, по информации, был миллиардером.

## Личная жизнь
Чарльз Ревсон женат три раза. Его первый брак непрочен. Второй брак с Анки Ревсон, в котором у них родилось два сына Джон и Чарльз Ревсон-младший. Ревсон женился в третий раз на Линн Ревсон и взял её двух сыновей от первого брака. В 1974 году его племянник, сын Мартина Ревсона, Питер Ревсон, и гонщик Формулы Один, скончались раньше него. Старший брат Ревсона Дуг Ревсон погиб в аварии в 1967 году. Питер был связан со многими знаменитыми женщинами, включая известную певицу Ерсу Китт. Сегодня младшая дочь Мартина Ревсона Дженнифер Ревсон увековечивает наследство Питера Ревсона. Дети: Джон Ревсон
и Чарльз Ревсон-младший.

## Цитаты
- «Смотрите, деточка. Я построил этот бизнес, будучи ублюдком. Я управляю этим, будучи ублюдком. Я всегда буду ублюдком, и вы никогда не измените меня» — Чарльз Ревсон высшему руководителю в компании.
- «На фабрике мы делаем косметику; в аптеке мы продаем надежду».

## Благотворительность
В 1956 году Ревсон основал благотоворительный Фонд Чарльза Ревсона, который составлял более чем $10 миллионов. Фонд финансировал школы, больницы и обслуживающие организации, служащие еврейскому сообществу, главным образом расположенному в Нью-Йорке. После смерти Ревсон обеспечил Фонд $68 миллионами от его состояния и предоставил совету директоров на усмотрение, чтобы картировать будущий курс Фонда. В 1978 году Фонд начал формальный процесс, и с этого времени, он платил в общей сложности $145 миллионов, и его снабжение выросло от $68 миллионов до $141 миллиона.